# Gibbs (Familienname)
Gibbs ist ein englischer und schottischer Familienname.

## Herkunft und Bedeutung
Gibbs ist ein Patronym und bedeutet Sohn des Gib.

## Varianten
- Gibb, Gibson, Gilbert (englisch)
- Gibson (schottisch)
- Giese (dänisch, deutsch)
- Geelen, Geels (niederländisch)
- Gilbert (französisch)

## Namensträger
- Addison Crandall Gibbs (1825–1886), US-amerikanischer Politiker
- Andrew Gibbs (* 1972), walisischer Rugby-Union-Spieler
- Antony Gibbs (1925–2016), britischer Filmeditor
- Audrey Gibbs, US-amerikanische Schauspielerin
- Barnett Gibbs (1851–1904), US-amerikanischer Politiker
- Barry Gibbs (* 1948), kanadischer Eishockeyspieler
- Benjamin Gibbs (1937–2021), neuseeländischer Religionswissenschaftler und Philosoph
- Benjamin Gibbs Kohl (1938–2010), US-amerikanischer Historiker
- Bob Gibbs (* 1954), US-amerikanischer Politiker
- Calvin Gibbs (* 1985), US-amerikanischer Soldat
- Cecil Armstrong Gibbs (1889–1960), englischer Komponist
- Charles H. Gibbs-Smith (1909–1981), englischer Luftfahrthistoriker
- Christopher Gibbs (1938–2018), englischer Antiquitätensammler und -händler
- Christopher H. Gibbs (* 1958), US-amerikanischer Musikwissenschaftler
- Connor Gibbs (* 2001), US-amerikanischer Schauspieler
- Cory Gibbs (* 1980), US-amerikanischer Fußballspieler
- David Gibbs (Politiker) (1936–2013), US-amerikanischer Politiker
- David Gibbs (Naturforscher) (* 1958), britischer Naturforscher
- David Gibbs (Cricketspieler) (* 1967), bermudischer Cricketspieler
- David Gibbs (Footballspieler) (* 1968), US-amerikanischer American-Football-Spieler und -Trainer
- David Parker Gibbs (1911–1987), US-amerikanischer General
- Dave Gibbs (* 1965), US-amerikanischer Singer-Songwriter
- Doon Gibbs (* 1954), US-amerikanischer Festkörperphysiker
- Florence Reville Gibbs (1890–1964), US-amerikanische Politikerin
- Frank Stannard Gibbs (1895–1983), britischer Diplomat
- Freddie Gibbs (* 1982), US-amerikanischer Rapper
- Frederic A. Gibbs (1903–1992), US-amerikanischer Neurologe
- George Gibbs (General) (1776–1833), US-amerikanischer General und Mineraliensammler
- George Gibbs, US-amerikanischer Spezialeffektkünstler
- Georgia Gibbs (1919–2006), US-amerikanische Sängerin
- Gerald Gibbs (1907–1990), britischer Kameramann
- Gerry Gibbs (* 1964), US-amerikanischer Jazzmusiker
- Holly Gibbs (* 1997), britische Schauspielerin
- Humphrey Gibbs (1902–1990), Generalgouverneur der britischen Kolonie Südrhodesien
- Hyatt M. Gibbs (1938–2012), US-amerikanischer Physiker
- Isaac Alexander Gibbs (1849–1889), britischer Glasmaler und Maler
- Jahmyr Gibbs (* 2002), US-amerikanischer American-Football-Spieler
- Jake Gibbs (* 1938), US-amerikanischer Baseballspieler
- James Gibbs (1682–1754), britischer Architekt
- Jeff Gibbs (* 1980), US-amerikanischer Basketballspieler
- Joe Gibbs (Footballtrainer) (Joe Jackson Gibbs; * 1940), US-amerikanischer American-Football-Trainer und Rennstallbesitzer
- Joe Gibbs (Musikproduzent) (Joel A. Gibson; 1942–2008), jamaikanischer Musikproduzent
- Joe Gibbs (Eishockeyspieler) (Joseph Thomas Gibbs; * 1960), kanadischer Eishockeyspieler
- Joey Gibbs (* 1992), australischer Fußballspieler
- John Gibbs (Architekt), britischer Architekt
- John Gibbs (Bischof) (1917–2007), britischer Theologe und Geistlicher, Bischof von Coventry
- John Dixon Gibbs (1834–1912), englischer Elektrotechniker
- John L. Gibbs (1838–1908), US-amerikanischer Politiker
- Jonica T. Gibbs, US-amerikanische Fernsehproduzentin, Komikerin und Schauspielerin
- Joseph Gibbs (1699–1788), englischer Komponist
- Josiah Willard Gibbs (1839–1903), US-amerikanischer Wissenschaftler
- Katharine Gibbs (1863–1934), US-amerikanische Unternehmerin
- Katrina Gibbs (* 1959), australische Hochspringerin
- Kieran Gibbs (* 1989), englischer Fußballspieler
- Lance Gibbs (* 1934), guyanischer Cricketspieler
- Lauren Gibbs (* 1984), US-amerikanische Bobfahrerin
- Lilian Suzette Gibbs (1870–1925), britische Botanikerin
- Lois Gibbs (* 1951), US-amerikanische Umweltaktivistin
- Melvin Gibbs, US-amerikanischer Bassist
- Marla Gibbs (* 1931), US-amerikanische Schauspielerin
- May Gibbs (1877–1969), australische Kinderbuchautorin, Illustratorin und Karikaturistin
- Michael Gibbs (* 1937), britischer Jazzmusiker
- Morgan Gibbs-White (* 2000), englischer Fußballspieler
- Nick Gibbs (* 1980), australischer Musiker
- Nicole Gibbs (* 1993), US-amerikanische Tennisspielerin
- Nigel Gibbs (* 1965), englischer Fußballspieler und -trainer
- Norman H. Gibbs (1910–1990), britischer Militärhistoriker
- Oliver Wolcott Gibbs (1822–1908), US-amerikanischer Chemiker
- Pearl Gibbs (1901–1983), politische Aktivistin der Aborigines
- Peter Edward Gibbs (* 1938), britischer Botaniker
- Richard Gibbs (* 1955), US-amerikanischer Filmmusikkomponist
- Robert Gibbs (* 1971), US-amerikanischer Politikberater
- Roger Gibbs (1934–2018), britischer Finanzier und Philanthrop
- Roland Gibbs (1921–2004), britischer Offizier
- Rory Gibbs (* 1994), britischer Ruderer
- Scott Gibbs (* 1971), walisischer Rugby-Union-Spieler
- Shelley Sekula-Gibbs (* 1953), US-amerikanische Politikerin
- Terri Gibbs (* 1954), US-amerikanische Country-Sängerin
- Terry Gibbs (* 1924), US-amerikanischer Jazz-Vibraphonist
- Ty Gibbs (* 2002), US-amerikanischer Rennfahrer
- Thomas Nicholson Gibbs (1821–1883), kanadischer Unternehmer und Politiker (Liberal-konservative Partei)
- W. Benjamin Gibbs (1889–1940), US-amerikanischer Politiker
- William Gibbs (Politiker, 1817) (1817–1897), neuseeländischer Politiker
- William Albion Gibbs (1879–1944), australischer Politiker
- William C. Gibbs (1789–1871), US-amerikanischer Politiker
- William Henry Gibbs (1823–1902), kanadischer Politiker

## Fiktive Figuren
- Leroy Jethro Gibbs, Hauptfigur der Serie Navy CIS